# Катастрофа Ан-10 во Львове (1960)
Катастрофа Ан-10 во Львове в 1960 году — авиационная катастрофа, произошедшая пятничным днём 26 февраля 1960 года на окраине Львова. Авиалайнер Ан-10А Киевского ОАО авиакомпании «Аэрофлот» выполнял плановый пассажирский рейс SU-315 по маршруту Киев — Львов — Москва — Львов — Киев, но при заходе на посадку в Львовском аэропорту (при выполнении участка рейса Москва — Львов) лайнер перешёл в пикирование и упал на землю близ аэропорта и полностью разрушился. Погибли 32 человека на борту из 33 — 25 пассажиров и 8 членов экипажа, выжил 1, получив ранения.

## Самолёт
Ан-10А с бортовым номером СССР-11180 (заводской — 9401801, серийный — 18-01) был выпущен Воронежским авиазаводом 30 ноября 1959 года и 24 января 1960 года передан Главному управлению гражданского воздушного флота, которое направило его 86-й (Киевский) авиаотряд Украинского Территориального управления Гражданского воздушного флота, где он начал эксплуатироваться с 20 февраля. Всего на момент катастрофы 6-дневный авиалайнер имел лишь 109 часов налёта.

## Экипаж
В Москве экипаж сменился, Ан-10 управлял новый экипаж из 86-го лётного отряда, в состав которого входил:
Командир воздушного судна (КВС) — Пётр Герасимович Макаров
Второй пилот — Фёдор Иванович Елсуков
Штурман — Николай Максимович Гончаров
Бортмеханик — Евгений Иванович Головин
Бортрадист — Николай Иванович Журавлёв
В салоне авиалайнера работали три бортпроводницы:
Зорина Павловна Харчук
Валентина Филлиповна Марубина
Светлана Степановна Бежан (?!)

## Катастрофа
26 февраля 1960 года в 13:38 местного времени (14:38 МСК) рейс 315 вылетел из Московского аэропорта Внуково, рейс выполнял Ан-10А борт СССР-11180. Самолёт в данный день должен был выполнять 4 рейса, а общий маршрут полётов был Киев — Львов — Москва — Львов — Киев. Первые два рейса были выполнены нормально, после чего в Москве (аэропорт Внуково) произошла смена экипажа. После набора высоты занял эшелон 7000 метров. На борту при этом находились 25 пассажиров.
В 16:19 экипаж перешёл на связь с диспетчером РДС Львов и доложил о входе в зону. В 16:35 диспетчер дал экипажу разрешение снижаться до высоты 4000 метров. Небо над Львовом в это время покрывали облака с нижней границей 150—200 метров и в которых наблюдалось обледенение, гололёд, дул свежий северо-западный ветер, видимость была 3 километра. В 16:42 диспетчер разрешил снижаться до высоты 2400 метров, а также сообщил условия подхода и захода на посадку на бетонную ВПП по курсу 315°. Заход выполнялся без отклонений от установленной схемы и командир доложил о пролёте ДПРМ на высоте 200 метров. Диспетчер старта (СДП) увидел авиалайнер и убедился в правильности захода, после чего запросил подтверждение, что шасси выпущены, а винты стоят на упоре. Экипаж это сообщил, на что получил разрешение на посадку.
Летя под облаками, экипаж перешёл на визуальный полёт и выпустил закрылки в посадочное положение (45°). Но затем на высоте 90—100 метров Ан-10 вдруг резко опустил нос, перейдя в пикирование. На высоте 60—70 метров экипаж было начал его выводить из этого положения, но затем самолёт вновь опустил нос и в 16:57 с опущенным вниз носом под углом 20—25° врезался в землю в 350 метрах от БПРМ (1400 метров от торца ВПП по курсу посадки 315°). Промчавшись по земле 150 метров, авиалайнер полностью разрушился, но не загорелся. Прибывшие спасательные службы обнаружили на месте трёх выживших пассажиров, но один из них скончался от ран ещё в дороге, а второй в больнице. Выжил только один мужчина 1927 года рождения. Всего в катастрофе погибли 32 человека.

## Причины
Борт СССР-11180 эксплуатировался лишь 6 дней, поэтому технический отказ был маловероятен. Кроме того, всего за три с лишним месяца до этого происшествия 16 ноября 1959 года близ этого же самого Львовского аэропорта при таких же обстоятельствах потерпел катастрофу Ан-10 борт CCCP-11167, причём в тот раз комиссия ошибочно назвала причиной ошибку экипажа, который случайно снял винты с упоров. Две катастрофы по идентичному «сценарию» привели к проведению ряда исследований, по результатам которых вскоре выяснилось, что когда самолёты Ан-10 заходят на посадку в условиях обледенения с выпущенными закрылками, то у них появляется склонность к самопроизвольному переходу в пикирование, так называемый «клевок». Причиной этого является выход стабилизатора на закритические углы атаки, так как при обледенении этот самый критический угол стабилизатора уменьшается.
В своём выводе комиссия назвала следующую причину:

Особенности самолёта, связанные с излишне быстрым выходом закрылков (на 35° за 8 секунд) и с падением усилий при отдаче штурвала от себя для парирования «вспухания» самолёта в момент выпуска закрылков при заходе на посадку. В результате произошло резкое снижение самолёта. В создавшихся условиях запаса высоты для вывода не хватило. При обычных условиях полёта указанные недостатки не проявляются и могут привести к аварийной ситуации лишь при наложении неблагоприятных сопутствующих обстоятельств. Таким обстоятельством в данном случае стало обледенение стабилизатора, приведшее к ухудшению устойчивости самолёта.
— 
После данных авиакатастроф в РЛЭ самолётов Ан-10 были внесены изменения, которые запрещали в условиях обледенения выпускать закрылки более чем на 15°. Также была увеличена эффективность противообледенительной системы стабилизатора.